# Spamalot
Spamalot és una comèdia musical basada en la pel·lícula Monty Python and the Holy Grail. De la mateixa manera que la pel·lícula, és una paròdia totalment irreverent cap a les llegendes artúriques, però difereix de la pel·lícula en molts aspectes, especialment en les seves paròdies vers el teatre de Broadway. Eric Idle, membre dels Monty Python, va escriure el llibret i les lletres, i conjuntament amb John Du Prez van escriure la música.
La producció original de Broadway, dirigida per Mike Nichols, guanyà tres Premis Tony, incloent el de Millor Musical, a més de rebre 14 nominacions. Durant la seva estada inicial realitzà més de 1.500 funcions, sent vist per més de 2 milions d'espectadors i ingressà més de $175 millions.

## Argument

### Abans de l'obra
Una veu enregistrada encoratja el públic a "deixar els mòbils i els busques encesos i que sonin"; però que "han de tenir present que l'escenari és ple de cavallers armats i que el podrien fer pujar a l'escenari i empalar-lo".

### Primer acte
Un historiador dona un breu resum de la situació de l'Anglaterra medieval. En una aparent confusió entre els actors i el narrador, apareix un poble idíl·lic escandinau, amb uns vilatans finesos feliçment vestits cantant i ballant la "Fisch Schlapping Song". L'historiador torna, irritat, i diu als finesos que parlava sobre England i no Finland. Els vilatans es dispersen i el bosc pastoral és substituït per un poble fosc amb monjos penitents cantant himnes en llatí i colpejant-se el front amb grans Bíblies. El Rei Artur viatja pel país amb el seu criat Patsy, que el segueix arreu colpejant dues cloques de coco per fer el soroll del cavalcar d'un cavall mentre que Artur "cavalca" davant seu. Es troba amb dos sentinelles que es mostren més interessats a debatre com dues orenetes poden portar un coco que en escoltar el rei.
Sir Robin, que recull víctimes de la pesta, i Lance, un home gran, guapo i violent, es troben quan Lance intenta deixar el malalt Not Dead Fred ("He Is Not Dead Yet"). Acorden ser Cavallers de la Taula Rodona: Lance per lluitar i Robin per cantar i ballar.
Arthur intenta convèncer un camperol anomenat Dennis Galahad que ell, Arthur, és rei d'Anglaterra perquè la Dama del Llac li va donar Excalibur, l'espasa de l'home destinat a governar Anglaterra. Però Dennis i la seva mare, Mrs Galahad, són políticament radicals i neguen qualsevol rei que no hagi estat elegit pel poble per governar-los. Per solucionar el problema, Arthur fa que apareguin la Dama del Llac i les Laker Girls per convertir Dennis en un cavaller ("Come With Me"). Aplaudit per les noies ("Laker Girls Cheer"), la Dama converteix Dennis en Sir Galahad i, junts, canten una cançó d'amor clàssica de Broadway ("The Song That Goes Like This"). Se'ls uneixen Sir Robin i Sir Lancelot, i juntament amb Sir Bedevere i un tal Sir No-Apareix-Al-Show (un cavaller que recorda Don Quixot, qui es disculpa ben aviat i marxa), formen els Cavallers de la Taula Rodona ("All for One").
Els 5 cavallers es reuneixen a Camelot, un lloc anacrònic que sembla l'Hotel Excalibur de Las Vegas, amb showgirls, daus gegants i la Dama del Llac cantant com si fos Cher ("Knights of the Round Table"/"The Song That Goes Like This (Reprise)"). Enmig de tot l'enrenou, contacten amb Déu, que els ordena trobar el Sant Greal. Urgits per la Dama del Llac ("Find Your Grail"), els cavallers marxen. Viatgen per tota la terra fins a trobar un castell, només per ser provocats pels francesos. Intenten assaltar el castell enviant-los un gran conill de fusta com si fos el cavall de Troia; però s'adonen que no és tan fàcil com deixar el conill i allunyar-se (s'haurien d'haver amagat a dins). Derrotats, marxen corrent amb els francesos enviant-los ballarins de cancan per perseguir-los i llançant-los animals (incloent vaques) ("Run Away!").

### Segon acte
Sir Robin i els seus acompanyants segueixen el rei Arthur i Patsy a un "bosc fosc i segurament caríssim", on se separen. El Rei Arthur es troba els temibles però simples "Cavallers que diuen Ni", que li demanen matolls. El Rei Arthur es desespera per trobar-ne'n un; però Patty l'anima ("Always Look on the Bright Side of Life"), i en troben un poc després.
Sir Robin, després de vagar una estona pel bosc amb els seus joglars ("Brave Sir Robin") es troba amb el Cavaller Negre, que l'espanta, però el Rei Arthur, que passava per allà, el derrota més o menys en tallar-li braços i cames i clavant-li el pit encara viu a una porta, i marxa per donar el seus matolls als cavallers. Els cavallers l'accepten, però la següent petició és que el Rei Arthur faci un musical i el porti a Broadway (al Regne Unit el musical ha d'anar al West End; i en la gira, es diu que ha de fer un "Musical de Broadway", implicant que ha de ser a l'estil de Broadway, no un de l'estil d'Andrew Lloyd Webber). La sola menció del seu nom fa que tots es tapin les orelles i cridin de dolor. Sir Robin, que ha trobat Arthur, insisteix que serà impossible aconseguir aquesta tasca, car necessiten jueus per tenir un musical de Broadway amb èxit ("You Won't Succeed on Broadway"), demostrant-ho amb un número ple de paròdies de Fiddler on the Roof, incloent un ball d'ampolles però amb Greals en lloc d'ampolles. El rei Arthur i Patsy marxen a la recerca de jueus.
Mentre que la Dama del Llac es lamenta que encara no ha sortit a l'escenari ("Diva's Lament - Whatever Happened to My Part?"), Sir Lancelot rep una carta que assumeix que es tracta d'una jova damisela en problemes; però es troba que es tracta d'un jove efeminat anomenat Príncep Herbert ("Where Are You?"/"Here Are You"), a qui el seu pare, el rei del Castell del Pantà, està forçant a un matrimoni arranjat. Mentre que Herbert demana a Lancelot que l'ajudi a escapar, el Rei talla la corda que feia servir per baixar per la finestra, i Herbert cau. Lancelot està confús per les accions del rei, però quan es mostra que Herbert va ser salvat al darrer moment pel criat de Lancelot, Concord, el rei pregunta al seu fill com s'ha salvat, i Herbert respon amb una cançó. Però el rei l'ataca amb una llança, preparat per matar-lo. Lancelot el salva, i després pronuncia un discurs sobre la sensibilitat del rei cap a Herbert, i Lancelot es mostra com a homosexual, un anunci celebrat en un salvatge número "disco" ("His Name is Lancelot").
El rei Arthur comença a rendir-se davant l'esperança de portar un musical a Broadway i es lamenta que està sol, encara que Patsy pensi que ha estat amb ell sempre ("I'm All Alone"). La Dama del Llac apareix i diu a Arthur que ell i els cavallers han estat a un musical de Broadway tota l'estona. A més, Patsy diu que és mig jueu, però que no volia dir res "perquè no és la mena de cosa que se li diu a un cristià molt armat". Per tot això, la Dama deixa el rei Arthur per trobar el Grial i casar-se amb algú. Després de recollir algunes pistes no gaire subtils, Arthur decideix casar-se amb la Dama del Llac després de trobar el Grial ("Twice In Every Show").
Reunit amb els Cavallers, Arthur es troba amb Tim l'Encantador, que els adverteix dels perills d'un conill malvat. Quan el conill mossega el cap d'un cavaller, Arthur usa la Santa Granada d'Antioquia contra ell, destruint un turó proper i mostrant que el "conill malvat" era un titella amb un sorprès titellaire. Apareixen unes pedres mostrant una combinació de lletres i números. Després de preguntar-se sobre l'enigma final, Arthur admet que estan molt confusos davant de l'enigma, i demana que Déu "els doni un cop de mà". Apareix una gran mà que assenyala el públic i Arthur s'adona que les lletres i números assenyalen un seient de la platea: el Greal és trobat sota el seient i el seu ocupant és recompensat amb un petit trofeu i amb una foto del moment ("The Holy Grail"). Arthur es casa finalment amb la Dama del Llac (que revela que en realitat es diu Ginebra); Lancelot es casa amb Herbert (que al final pot cantar), i Sir Robin decideix seguir una carrera al teatre musical. ("Act 2 Finale/Always Look on the Bright Side of Life (Company Bow)").

## Números musicals
Eric Idle va escriure el llibret i les lletres del musical, col·laborant amb John Du Prez en la música, excepte per "Knights of the Round Table" i "Brave Sir Robin", que van ser compostes per Neil Innes per a la pel·lícula Monty Python and the Holy Grail ("Always Look on the Bright Side of Life" havia estat originàriament escrita per Idle per a la pel·lícula Monty Python's Life of Brian.)
| I Acte - Tuning** - Overture - Historian's Introduction to Act I- Historian - Finland/Fisch Schlapping Dance- Mayor i Companyia - Monk’s Chant- Companyia - King Arthur's Song- Rei Arthur, Patsy* - I am Not Dead Yet- Not Dead Fred, Lance, Robin i Cadàvers - Come With Me- King Arthur, Dama del Llac i Laker girls - ^Laker Girls Cheer^- Laker Girls - The Song That Goes Like This- Sir Galahad i Dama del Llac - All For One- King Arthur, Patsy, Sir Robin, Sir Lancelot, Sir Galahad i Sir Bedevere - Knights of the Round Table- Companyia - The Song That Goes Like This (Reprise)- Dama del Llac - Find Your Grail- Dama del Llac i Companyia - Run Away!- Companyia - The Intermission** | II Acte - Historian's Introduction to Act II- Historiador - Always Look on the Bright Side of Life- Patsy, Rei Arthur, Cavallers i Cavallers de Ni - Brave Sir Robin - Sir Robin i Joglars - You Won't Succeed On Broadway- Sir Robin i Cor - The Diva's Lament (Whatever Happened To My Part?)- Dama del Llac - Where Are You?- Príncep Herbert - Here Are You- Príncep Herbert - His Name Is Lancelot- Sir Lancelot, Príncep Herbert i Cor - I'm All Alone- Rei Arthur, Patsy i Cavallers - Twice In Every Show- Dama del Llac i Rei Arthur - The Holy Grail- Rei Arthur, Patsy, Sir Robin, Sir Lancelot, Sir Galahad, Sir Bedevere i Cavallers* - Act II Finale- Companyia - Always Look On the Bright Side Of Life- Companyia i Públic |

*No apareix al CD original.
**Al CD però no al show.

## Personatges

### La Cort de Camelot
| - Rei Artur de Bretanya - Sir Lancelot el Valent Homicida - Sir Robin, el No-Tan-Valent-com-Sir-Lancelot - Sir Dennis Galahad, The Dashingly Handsome - Sir Bedevere, The Strangely Flatulent | - Patsy: criat del Rei Arthur i company constant. - Concorde: criat de Lancelot. - Germà Maynard: clergue de Camelot. - Sir Bors - Sir No-Apareix-En-Aquest-Show: Vestit com Don Quixot. |

### Altres personatges
| - La Dama del Llac - Encara No Mort Fred - Juglar principal de Robin - El Rei del Castell del Pantà (el pare de Herbert) - Príncep Herbert - Francès tens - Cavaller Negre: Un cavaller psicòtic i invencible cavaller que insisteix a lluitar fins i tot quan li han tallat les cames. - El Cap dels Cavallers que diuen "Ni!": el líder més alt de la seca més temible del món: la temuda secta dels Cavallers que diuen Ni. - Tim l'Encantador - Sra. Galahad | - El Mortífer Conill de Caerbannog - Guardians del Castell del Pantà - Dos Sentinelles - Historiador: el Narrador. - Les Laker Girls: Les ballarines/cheerleaders de la Dama del Llac. - Cavallers de la Taula Rodona - Joglars de Robin - Déu - Posseïdor del Sant Greal: el que estigui assegut en cert seient durant la funció. |

En homenatge a la pel·lícula, en què sis actors interpretaven la majoria dels personatges masculins (i algun de femení), diversos actors interpreten més d'un paper: els únics personatges principals que no doblen són Arthur i la Dama del Llac. A la producció de Broadway, el mateix actor interpreta els següents papers:
- Lancelot/2n Sentinella/Francès burleta/Cavaller de Ni/Tim l'Encantador
- Robin/1r Sentinella/Germà Maynard/2n Guàrdia
- Galahad/Rei del Castell dels Aiguamolls/Cavaller Negre
- Patsy/Batlle de Finlàndia/1r Guàrdia
- Bedevere/Sra. Galahad/Concorde
- Historiador/Príncep Herbert/Fred No Mort/Trobador Principal/Amic del Francès Burleta

En un inici es pensà que Sara Ramírez també doblés, però la seva part va ser tallada del guió final. Diversos parells de personatges originalment interpretats pel mateix membre dels Monty Python van ser reduïts a un de sol: el Recol·lector de Morts i Sir Robin (Idle), l'Home Alt amb un Cos Mort i Sir Lancelot (Cleese) i Dennis el Camperol Políticament Actiu i Sir Galahad (Palin).

## Història de la producció

### Chicago
Les prèvies del musical van començar al Shubert Theatre de Chicago el 21 de desembre del 2004; estrenant-se oficialment el 9 de gener del 2005.
Dos números musicals van caure del primer acte mentre que estaven a Chicago: durant l'escena del "Poble de la Bruixa" havia la cançó "Burn Her!", interpretada per Sir Bedevere, la Bruixa, Lance, Sir Robin i els Camperols; i al Castell Francès, "The Cow Song", en una paròdia d'estil pel·lícula negre/cabaret, interpretada per La Vaca i els Ciutadans Francesos. Ambdues estaven interpretades per Sara Ramírez, i li donava 6 cançons al Primer Acte, però no tornava a sortir fins a l'escena 5 del Segon Acte per "The Diva's Lament".

### Broadway

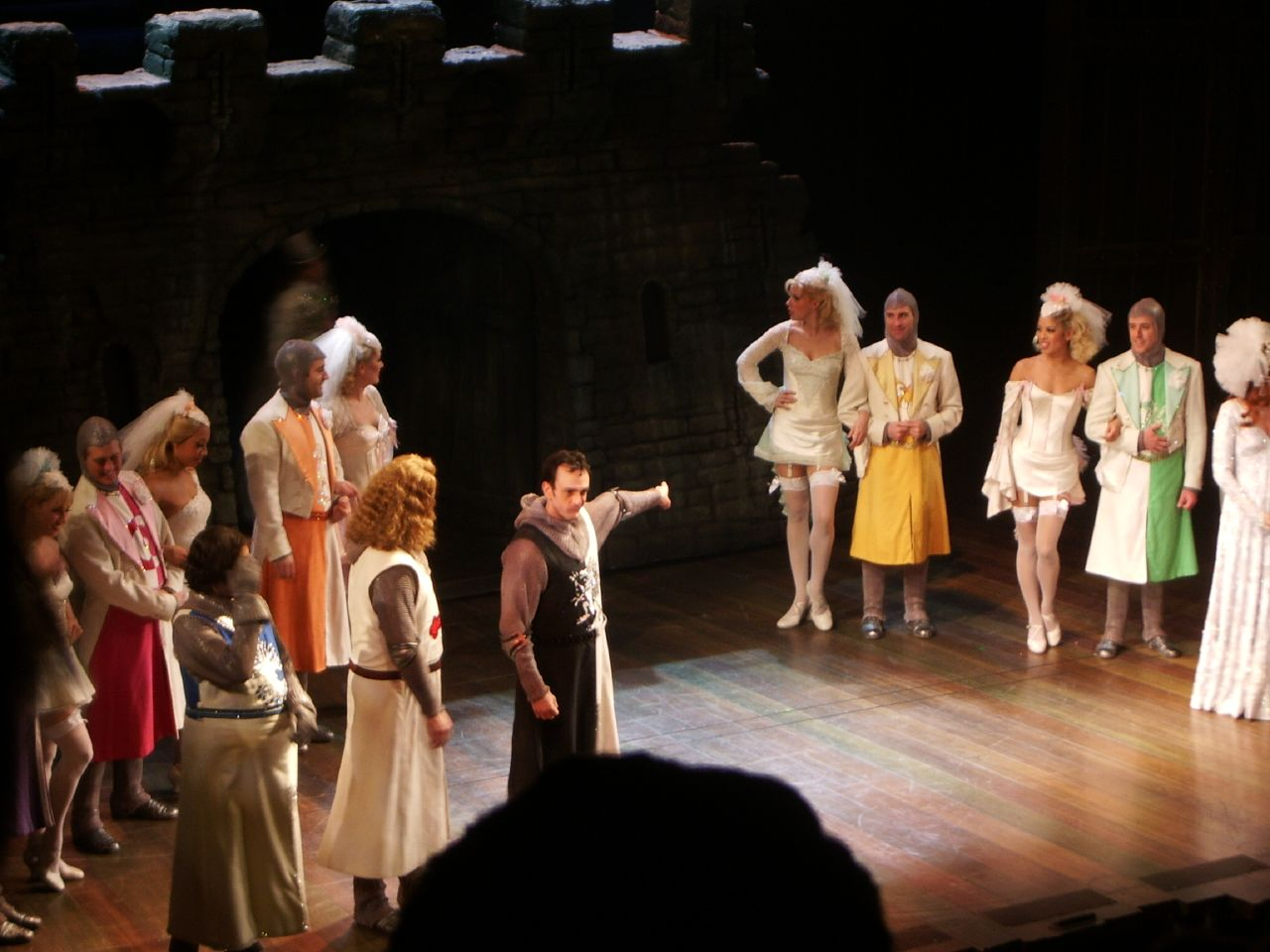
Hank Azaria al repartiment original de Broadway

El musical s'estrenà al Shubert Theatre de Broadway el 14 de febrer del 2005 i, després d'alguns canvis, s'estrenà oficialment el 17 de març del 2005.estava dirigit per Mike Nichols i coreografiat per Casey Nicholaw. Les prèvies de Broadway pràcticament van esgotar les entrades. La producció va guanyar el Premi Tony al Millor Musical, sent nominat per 14 premis. Va representar la darrera funció l'11 de gener del 2009 després de 35 prèvies i 1.574 funcions; havent estat vista per més de 2 milions d'espectadors i ingressant $175 milions de dòlars, recuperant la inversió inicial en només 6 mesos.
El repartiment original de Broadway incloïa a Tim Curry com King Arthur, Michael McGrath com Patsy, David Hyde Pierce com Sir Robin, Hank Azaria com Sir Lancelot i d'altres personatges (per exemple: el Francès Burleta, un Cavaller de Ni i Tim l'Encantador), Christopher Sieber com Sir Galahad i d'altres personatges (per exemple: el Cavaller Negre i el Pare del Príncep Herbert) i Sara Ramírez com Lady of the Lake. També incloïa a Christian Borle com Prince Herbert i d'altres personatges (per exemple: l'Historiador i Fred No Mort), Steve Rosen com Sir Bedevere i d'altres personatges (per exemple: Concorde i Mare de Dennis) i John Cleese com la Veu de Déu (enregistrada).
Entre les substitucions notables estan:
- Azaria va ser substituït per Alan Tudyk i posteriorment per Rick Holmes.
- Ramírez va ser substituït per Lauren Kennedy, i posteriorment per Marin Mazzie, Hannah Waddingham i Merle Dandridge.
- Curry va ser substituït per Simon Russell Beale, Harry Groener, Jonathan Hadary, Stephen Collins, Michael Siberry i John O'Hurley.
- Sieber va ser substituït per Lewis Cleale, i posteriorment per Bradley Dean.
- Borle va ser substituït per Tom Deckman.
- Pierce va ser substituït per Martin Moran, Clay Aiken i Robert Petkoff.
- McGrath va ser substituït per David Hibbard, i posteriorment per Drew Lachey.
- Rosen va ser substituït per Jeffrey Kuhn, Brad Oscar, Steve Rosen i Wally Dunn.

### West End i Gira pel Regne Unit
El 30 de setembre del 2006 començaren les prèvies de la producció londinenca, al Palace Theatre de Shaftesbury Avenue del West End. Curry tornà al seu paper com el Rei Artur fins al desembre, amb Beale prenent el seu paper des de gener. Sieber també reprengué el seu paper com a Sir Galahad abans de marxar a inicis del 2007, sent substituït per Graham McDuff. Hannah Waddingham va ser la Dama del Llac, Tom Goodman-Hill com Sir Lancelot, Robert Hands com Sir Robin, David Birell com Patsy, Tony Timberlake com Sir Bedevere i Darren Southworth com Prince Herbert. La producció tancà el 3 de gener del 2009.
Durant la gira pel Regne Unit es presentà per primera vegada el rearranjament de la cançó "You won't succeed on Broadway", que passà a anomenar-se "You won't succeed in showbiz". El tema de la cançó canvià la broma sobre la presència jueva a les produccions de Broadway per les celebritats en programes de televisió de reality, com X Factor. Feia bromes notables sobre famosos dels reality com Simon Cowell, Cheryl Cole o Susan Boyle.

### Las Vegas
El 31 de març de 2007 s'estrenà una producció del musical al Wynn Las Vegas, a un teatre rebatejat Grail Theater (antic  Broadway Theater ). Com és habitual a les produccions a Las Vegas dels musicals de Broadway, Spamalot va ser condensada per realitzar-se en 90 minuts sense interrupció. Entre els talls va haver la cançó "All For One", la major part de la cançó "Run Away", l'escena dels "Cavallers de Ni" rebent els matolls i l'escena "Make sure he doesn't leave" amb els guàrdies del Príncep Herbert.
Va ser protagonitzada perJohn O'Hurley interpretant al Rei Artur. A causa de la producció de Las Vegas, la gira pels Estats Units no visità Califòrnia, Arizona ni Nevada. A més, intervingueren Nikki Crawford com la Dama del Llac, Edward Staudenmayer com Galahad, J Anthony Crane com Lancelot, Justin Brill com Patsy i Harry Bouvy com Robin.
Tot i que inicialment havia de representar-se 10 anys, la seva darrera funció va ser el 18 de juliol del 2008.

### Espanya
La primera versió traduïda de Spamalot va ser en castellà, estrenant-se al Teatre Victòria (Barcelona) el 9 de setembre del 2008 i tancà el 10 de maig del 2009. Adaptada i dirigida pel Tricicle i coreografiada per Francesc Abós, el repartiment incloïa a Jordi Bosch i Palacios fent de «Rei Artur», Marta Ribera fent de «Dama del Llac», Sergi Albert fent de «Sir Galahad» (posteriorment substituït per Edu Soto), Fernando Gil fent de «Sir Lancelot», Julián Fontalvo fent de «Patsy», Xavi Duch fent de «Sir Robin», Josep M. Gimeno fent de «Sir Bedevere» i Jesús García fent de «Príncep Herbert». Al desembre del 2008 va publicar-se l'enregistrament original del repartiment de Barcelona. El 10 de setembre del 2009 la producció va passar al Teatro Lope de Vega de Madrid, amb alguns canvis al repartiment.

### Alemanya
La producció alemanya s'estrenà al gener del 2009 al Musical Dome de Colònia (Alemanya). La darrera funció va ser el 13 de setembre del 2009.

### Hongria
La producció hongaresa s'estrenà al setembre del 2009 al Madách Theatre de Budapest

## Repartiments
| Paper            | Original de Broadway | Original del West End | Final West End   | Gira pel Regne Unit             | Barcelona              |
| ---------------- | -------------------- | --------------------- | ---------------- | ------------------------------- | ---------------------- |
| King Arthur      | Tim Curry            | Tim Curry             | Sanjeev Bhaskar  | Marcus Brigstocke/Phill Jupitus | Jordi Bosch i Palacios |
| Lady Of The Lake | Sara Ramírez         | Hannah Waddingham     | Nina Söderquist  | Jodie Prenger                   | Marta Ribera           |
| Patsy            | Michael McGrath      | David Birrel          | Andrew Spillett  | Todd Carty                      | Julián Fontalvo        |
| Sir Lancelot     | Hank Azaria          | Tom Goodman-Hill      | Jake Nightingale | Graham MacDuff                  | Fernando Gil           |
| Sir Galahad      | Christopher Sieber   | Christopher Sieber    | Michael Xavier   | Simon Lipkin                    | Sergi Albert/Edu Soto  |
| Sir Robin        | David Hyde Pierce    | Robert Hands          | Ross Dawes       | Samuel Holmes                   | Xavi Duch              |
| Sir Bedevere     | Steve Rosen          | Tony Timberlake       | Adam Stafford    | Robin Armstrong                 | Josep M. Gimeno        |
| Prince Herbert   | Christian Borle      | Darren Southworth     | Gerard Carey     | David Langham                   | Jesús García           |
| Déu              | John Cleese          | Eric Idle             | Eric Idle        | Eric Idle                       | Pepe Rubianes          |
| Conjunt          | Ross Dawes           | Oliver Tydman         | Kit Orton        |                                 | Toni Vinyals           |
| Conjunt          | Stuart Dawes         | Seth Bailey           | Philip Catchpole |                                 | Rubén Yuste            |

## Reaccions dels membres dels Monty Python
| «           | Els estic donant un munt de calers, i aquella colla de mal parits desagraïts mai no m'han donat les gràcies. Qui els ha donat un milió de dòlars a cadascú per 'Spamalot'? | » |
| — Eric Idle | |   |

L'espectacle ha tingut reaccions variades dels antics col·legues d'Idle als Monty Python:
Terry Gilliam, en una entrevista de ràdio el descriu com a "Python-lite". Posteriorment diria a les notícies de la BBC: Ajuda a la pensió, i ajuda a mantenir vius als Python. Per molt que ens agradaria seguir endollats en tot això segueix; té una vida pròpia."
Terry Jones, que co-dirigí la pel·lícula original amb Gillian, expressà la seva opinió al maig de 2005: "Spamalot és completament inútil. Resorgir els Python no està al capdamunt de la meva llista de prioritats. En una entrevista a l'octubre del 2006, Michael Palin va dir: "Estem encantats que "Spamalot" vagi tan bé. Perquè ens beneficiem tots! És un gran show. No és un "Python" perquè no l'hem escrit. Però bé, mai no ens hauríem reunit i escrit un show pel teatre dels "Python". Eric es va carregar de paciècia i va dir "Bé, ja ho faré jo sol". Ens va enviar notes i cançons i tots vam dir, "Sí, està bé, endavant." Però un èxit tan gran ens ha sorprès a tots, incloent a Eric i estem tots orgullosos d'haver-hi participat en això, encara que sigui patèticament."
Quan se li pregunta durant una entrevista al Las Vegas Review-Journal el 2008 si l'havien hagut de convèncer per enregistrar la veu de Déu al musical, John Cleese va dir, Sí, és veritat. I al final penso que 'Spamalot' rutlla explendidament. Té una gran marxa. Desafio a qualsevol que hi vagi i no s'ho passi bé. És la cosa més absurda que mai no hagi vist i crec que l'Eric ha fet una gran tasca.

## Reacció de la crítica i del públic
La producció original va ser un èxit tant de crítica com de públic. El show també va ser un èxit a Londres. La venda anticipada d'entrades arribà a 4 setmanes, 4 mesos abans de l'estrena.
L'obra fa diverses referències a la pel·lícula i als sketxos dels Python, incloent-hi un vers de "The Lumberjack Song", gestos de "Ministry of Silly Walks", rutines de "Election Night Special" i "Dead Parrot Sketch", el cor de "Spam" (a "Knights of the Round Table"), la cançó "Always Look on the Bright Side of Life" (de la pel·lícula Monty Python's Life of Brian (1979)) i "Fisch Schlapping Song", que apareix a "The Fish-Slapping Dance". Una altra referència és part del Playbill del show, amb diverses pàgines de broma referides a un musical titulat "Dik Od Triaanenen Fol (Finns Ain't What They Used To Be)". Aquest programa fals van ser escrites per Palin i fan referència als falsos subtítols en suec de la pel·lícula original.
Els fans dels musicals de Broadway també troben referències a d'altres musicals, així com al teatre musical en general, com a "The Song That Goes Like This" (una broma de les produccions d'Andrew Lloyd Webber); els cavallers fan un ball que recorda Fiddler on the Roof i d'altres reminiscències a West Side Story (incloent la música); Sir Lancelot es mou com Peter Allen a Sir Not Appearing in This Show; el personatge de és el Don Quixot de Man of La Mancha; un membre de l'exèrcit francès vesteix com "Eponine" a Les Misérables, i la "damisel·la" Herbert agafa un vers de "Another Hundred People" de Company; i la cançó també parodia The Producers i Yentl.

## Premis i nominacions

### Producció original de Broadway
La concessió dels premis comportaren petits canvis a la cançó "The Diva's Lament." Inicialment, el vers "I've no Grammy, no reward/I've no Tony Award" esdevingué "My Tony Award/won't keep me out of Betty Ford's.". Quan Kennedy substituí a Ramírez, esdevingué "All our Tony Awards/won't keep me out of Betty Ford's.". A la gira, Glenn canta "All our goddamn awards/won't keep me out of Betty Ford's.". I finalment, Hannah Waddingham canta a la producció de Londres "I'm as depressed as I can be/ I've got constant PMT".

### Producció de Londres
| Any  | Premi         | Categoria                               | Nominat                                                  | Resultat  |
| ---- | ------------- | --------------------------------------- | -------------------------------------------------------- | --------- |
| 2005 | Premi Tony    | Millor Musical                          | Millor Musical                                           | Guanyador |
| 2005 | Premi Tony    | Millor Llibret de Musical               | Eric Idle                                                | Nominat   |
| 2005 | Premi Tony    | Millor Banda Sonora                     | (John Du Prez i Eric Idle (música); Eric Idle (lletres)) | Nominat   |
| 2005 | Premi Tony    | Millor Actor Protagonista de Musical    | Tim Curry                                                | Nominat   |
| 2005 | Premi Tony    | Millor Actor Protagonista de Musical    | Hank Azaria                                              | Nominat   |
| 2005 | Premi Tony    | Millor Actor de Repartiment de Musical  | Michael McGrath                                          | Nominat   |
| 2005 | Premi Tony    | Millor Actor de Repartiment de Musical  | Christopher Sieber                                       | Nominat   |
| 2005 | Premi Tony    | Millor Actriu de Repartiment de Musical | Sara Ramirez                                             | Guanyador |
| 2005 | Premi Tony    | Millor Direcció de Musical              | Mike Nichols                                             | Guanyador |
| 2005 | Premi Tony    | Millor Vestuari                         | Tim Hatley                                               | Nominat   |
| 2005 | Premi Tony    | Millor Il·luminació                     | Hugh Vanstone                                            | Nominat   |
| 2005 | Premi Tony    | Millor Coreografia                      | Casey Nicholaw                                           | Nominat   |
| 2005 | Premi Tony    | Millor Escenografia de Musical          | Tim Hatley                                               | Nominat   |
| 2005 | Premi Tony    | Millors Orquestracions                  | Larry Hochman                                            | Nominat   |
| 2006 | Premis Grammy | Millor àlbum de teatre musical          | Millor àlbum de teatre musical                           | Guanyador |

| Any  | Premi                   | Categoria                                             | Nominat           | Resultat |
| ---- | ----------------------- | ----------------------------------------------------- | ----------------- | -------- |
| 2007 | Premis Laurence Olivier | Millor Musical                                        | Millor Musical    | Nominat  |
| 2007 | Premis Laurence Olivier | Millor Actriu de Musical                              | Hannah Waddingham | Nominat  |
| 2007 | Premis Laurence Olivier | Millor Actor de Musical                               | Tim Curry         | Nominat  |
| 2007 | Premis Laurence Olivier | Millor Actuació en un Paper de Repartiment de Musical | Tom Goodman-Hill  | Nominat  |
| 2007 | Premis Laurence Olivier | Millor Il·luminació                                   | Hugh Vanstone     | Nominat  |
| 2007 | Premis Laurence Olivier | Millor Escenografia                                   | Tim Hatley        | Nominat  |
| 2007 | Premis Laurence Olivier | Millor Vestuari                                       | Tim Hatley        | Nominat  |

### Producció de Barcelona
| Any  | Premi        | Categoria      | Nominat        | Resultat  |
| ---- | ------------ | -------------- | -------------- | --------- |
| 2009 | Premi Butaca | Millor Musical | Millor Musical | Guanyador |
| 2009 | Premi Max    | Millor Musical | Millor Musical | Nominat   |